# Portfoliokomprimierung

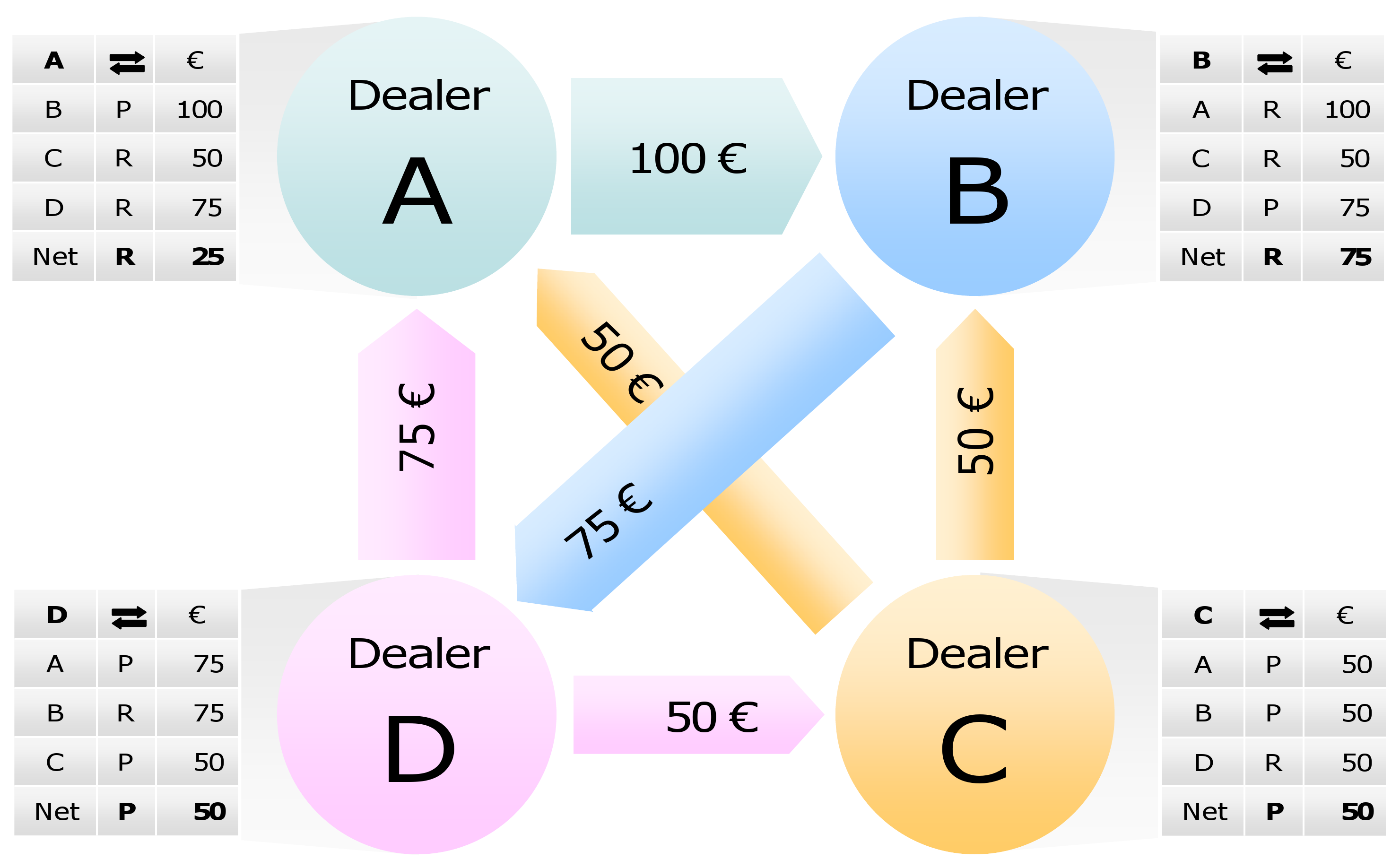
Portfoliokomprimierung zwischen vier Händlern vor der Anwendung. Die bilateralen Positionen sind bereits genettet.

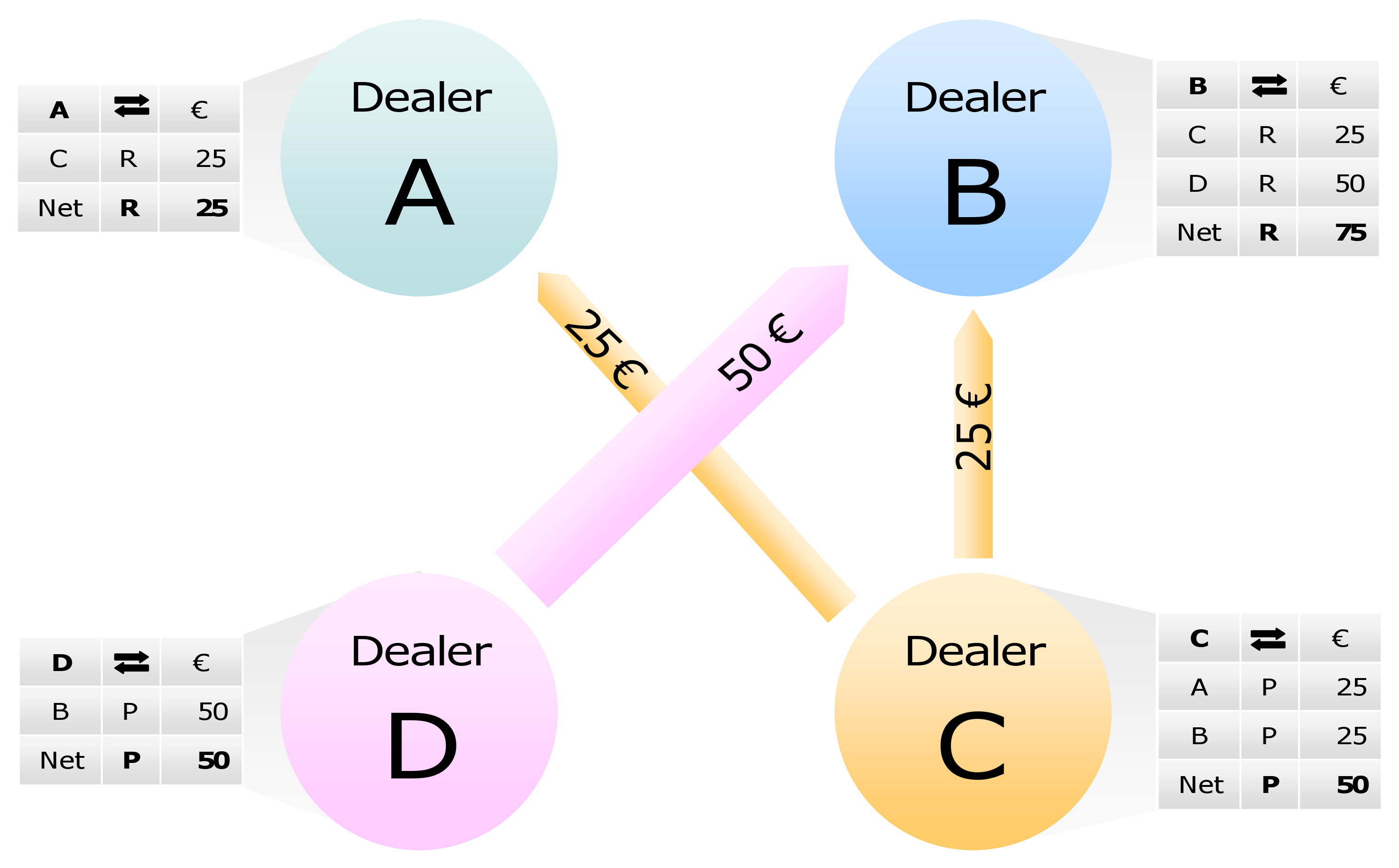
Nach der Anwendung: Sechs Geschäfte sind durch drei ersetzt; die Brutto-Exposure (Σ R) hat sich um ca. 70 % reduziert.

Die Portfoliokomprimierung (englisch portfolio compression) ist eine Methode zur Reduzierung der Bruttopositionen in einem Portfolio. Händler von Swaps und anderen außerbörslichen Geschäften mit einem in der Zukunft liegenden Zahlungsstrom, die sowohl als Verkäufer als auch als Käufer auftreten, können im Fall von Verrechnungsmöglichkeiten einen Teil ihrer Geschäfte vor ihrer Fälligkeit auflösen. Dadurch wird das Ausfallrisiko gemindert und die Verwaltungskosten für das Portfolio sinken. Unter bestimmten Voraussetzungen wird Eigenkapital frei, das sonst zur Deckung der eingegangenen Geschäfte gebunden wäre. Die Portfoliokomprimierung gehört neben Handelsbestätigung und Portfolio-Abgleich zu den gesetzlich vorgeschriebenen Maßnahmen zur Reduzierung des systemischen Risikos im Handel mit Finanzpapieren und Rohstoffen. Gesetzesgrundlage ist der Dodd–Frank Act in den USA bzw. die Verordnung (EU) Nr. 648/2012 (Marktinfrastrukturverordnung) in der Europäischen Union. Eine andere Anwendung der Portfoliokomprimierung dient zum Portfolio Tracking.

## Anwendung im Portfolio Tracking
Neben der oben beschriebenen tatsächlich durchgeführten Auflösung und Reduzierung von Positionen kann mit Portfoliokomprimierung auch eine Vereinfachungsmethode für Simulationsrechnungen bezeichnet werden. Dabei wird ein reales Portfolio, das aus hunderttausenden Positionen bestehen kann, rechnerisch durch ein Vergleichsportfolio aus wenigen Positionen ersetzt, das die gleichen Risikoeigenschaften hat. Mit dem Vergleichsportfolio können dann zum Beispiel rechenintensive Kalkulationen des Value at Risk durchgeführt werden, die mit dem realen Portfolio nicht möglich wären. Für eine Umsetzung dieser Methode wurde 2001 ein US-Patent erteilt. Ein anderer Ansatz bedient sich der stochastischen Programmierung.